# Burmeistera pinnatisecta
Burmeistera pinnatisecta là loài thực vật có hoa trong họ Hoa chuông. Loài này được Luteyn mô tả khoa học đầu tiên năm 1986.